# Iga Nimpō-chō
Iga Nimpō-chō (伊賀忍法帖), tạm dịch: "bí kiếp nhẫn pháp của Ninja Iga" là tên một tác phẩm truyền kỳ, tiểu thuyết thời đại của nhà văn Nhật Bản Yamada Fūtarō. Tác phẩm này còn được thành phim Jidaigeki vào năm 1982 và là tác phẩm thứ 11 trong series "Nimpō-chō" nói về thuật thần thông biến hóa của các Ninja trong thời chiến loạn. Tác phẩm này cùng với Kōga Nimpō-chō (Basilisk Kōga Nimpō-chō) là được biết đến nhiều nhất trong series Nimpō-chō của Yamada.
Tác phẩm này mang đậm hơi hướm, phong cách của Yamada Fūtarō là thần quái, tàn khốc và dâm tình.

## Nội dung
Tác giả Yamada Fūtarō mượn hình tượng của Quả Tâm cư sĩ, nhân vật kỳ bí xuất hiện thời Chiến quốc để kể lại câu chuyện tranh đấu tàn khốc của chàng Ninja phái Iga với các ma nhân của Quả Tâm. Câu chuyện mở đầu khi Quả Tâm cư sĩ được võ tướng Matsunaga Danjō gọi đến, yêu cầu phải làm cho phu nhân của đại tướng Miyoshi Yoshioki say đắm mình. Và Quả Tâm cư sĩ đã vạch ra kế hoạch "dâm thạch", là thứ thuốc khiến nữ nhân nổi dục tình mà say đắm nam nhân. Để thực hiện kế hoạch, đám La sát tăng dưới quyền của Quả Tâm cho bắt bớ, cưỡng hiếp nhiều nữ nhân để tạo ra dâm thạch. Trong số đó có Kagaribi, vị hôn thê của một Ninja trẻ phái Iga là Fuefuki Jōtarō....

## Các nhân vật chủ yếu
Fuefuki Jōtarō
Nhân vật chính trong tác phẩm, Ninja xuất thân từ làng Tsuba-gakure ở xứ Iga, cháu trai của đầu lãnh Hattori Hanzō. Trong một lần đi công chuyện, Jōtarō gặp gỡ du nữ Kagaribi ở khu phố hoa liễu rồi cùng nhau bỏ trốn. Câu chuyện mở đầu khi Jōtarō đang trên đường trở về Iga để được thừa nhận mối quan hệ với Kagaribi rồi bị các Ninja Negoro tập kích.
Kagaribi
Vốn là du nữ ở khu phố hoa liễu, say mê Jōtarō rồi cùng bỏ trốn. Để được thừa nhận quan hệ với Jōtarō, Kagaribi đã cố công tu luyện Nhẫn thuật, đang trên đường về Iga cùng Jōtarō thì bị đám Ninja Negoro bắt cóc...
Ukyō Dayū
Chánh thất của Miyoshi Yoshioki, chủ nhân của Matsunaga Danjō, được ca tụng là tuyệt thế mỹ nhân và giống hệt với du nữ Kagaribi. Chính vì sắc đẹp này mà Matsunaga say mê, bày mưu lập kế để chiếm đoạt nàng.
Quả Tâm cư sĩ
Huyễn thuật sư không rõ hành trạng, được nhắc đến nhiều trong các câu chuyện dân gian, văn kiện. Quả Tâm cư sĩ xuất hiện trong tác phẩm này với tư cách người giúp Matsunaga Danjō thực hiện dục vọng.
Thất Thiên cẩu
Gồm 7 Ninja xuất thân từ Negoro, đồ đệ dưới trướng Quả Tâm cư sĩ. Phục sức như tăng lữ, sở hữu sức mạnh siêu nhiên. Gồm Phong Thiên Phường (Fūten-bō), Hư Không Phường (Kokū-bō), La Sát Phường (Rasetsu-bō), Kim Cang Phường (Kongō-bō), Thủy Chú Phường (Suiju-bō), Không Ma Phường (Kūma-bō) và Phá Quân Phường (Hagun-bō).

## Phiên bản điện ảnh
Bộ phim cùng tên được công chiếu vào ngày 18 tháng 12 năm 1982 do hãng Tōei phân phối. Đây là bộ phim Jidaigeki thứ hai dựng từ nguyên tác của Yamada Fūtarō, sau Makai Tenshō (Ma giới chuyển sanh).
Bộ phim do nam tài tử Sanada Hiroyuki thủ vai chính, nữ nhân vật chính do Watanabe Noriko thủ diễn. Ngoài ra, diễn viên Strong Kobayashi cũng tỏ ra yêu thích vai diễn Kim Cang Phường nên sau đổi tên thành Strong Kongō. Bộ phim này đã tiêu tốn 1,5 tỷ En chi phí mỹ thuật chỉ cho cảnh đốt cháy Đông Đại tự. Tượng Đại Phật ở Đông Đại tự cũng được dựng với tỷ lệ 1/6 ở hồ Biwa cùng với mô hình của ngôi chùa này.
Bộ phim kéo dài 100 phút và thu được 16 tỷ En tiền vé.

## Staff[2]
- Đạo diễn: Saitō Kōsei
- Chế tác: Kadokawa Haruki
- Kịch bản: Ogawa Ei
- Quay phim: Morita Fujio
- Âm nhạc: Yokota Toshiaki
- Mỹ thuật: Ikawa Norimichi
- Biên tập: Ichida Isamu
- Thu âm: Hashimoto Fumio
- Phó đạo diễn: Yoshihara Isao

## Cast
- Sanada Hiroyuki vai Jōtarō
- Watanabe Noriko vai Kagaribi, Ukyō Dayū, Onibi
- Chiba Shin-ichi vai Yagyū Shin-zaemon
- Tanaka Hiroshi vai Hattori Hanzō
- Nakao Akira vai Matsunaga Danjō
- Narita Mikio vai Quả Tâm cư sĩ
- Matsuhashi Noboru vai Miyoshi Yoshioki
- Miho Jun vai Isaribi
- Kazamatsuri Yuki vai La Sát Phường
- Strong Kobayashi vai Kim Cang Phường
- Satō Gajirō vai Thủy Chú Phường
- Hamada Akira vai Phá Quân Phường
- Fukumoto Seizō vai Hư Không Phường

## Cước chú
1. ↑  Iga Nimpō-chō